# Super Thunder Blade
Super Thunder Blade (スーパーサンダーブレード?) è un videogioco sparatutto sviluppato e pubblicato da SEGA per Sega Mega Drive nel 1988. È un titolo di lancio della console e seguito dell'arcade Thunder Blade, che era stato convertito per molte piattaforme, ma non per Mega Drive; di fatto può anche essere considerato una conversione molto modificata di Thunder Blade, dal quale sono state tolte le sequenze iniziali con vista dall'alto e aumentati i boss. 
Super Thunder Blade uscì anche come videogioco arcade sull'hardware Mega-Tech, che permetteva di eseguire vari giochi del Mega Drive.
Molti anni dopo è stato pubblicato, tramite emulazione, per Wii e Microsoft Windows. Il videogioco è inoltre incluso nelle raccolte Sega Mega Drive Collection e Sega Mega Drive Ultimate Collection.